# نعل اسب (فیلم ۱۹۲۷)
نعل اسب (انگلیسی: Horse Shoes) فیلمی صامت در ژانر کمدی به کارگردانی کلاید براکمن محصول سال ۱۹۲۷ کشور ایالات متحده آمریکا است.

## بازیگران
- مانتی بنکس در نقش مانتی میلدی
- ارنی وود در نقش هنری بیکر جونیور
- Henry Barrows در نقش هنری بیکر سینیور
- جان الیوت در نقش ویلیام بیکر
- جین آرتور در نقش دختر او
- Arthur Thalasso در نقش Conductor
- جرج بی. فرنچدر نقش شهردار
- آگوستینو بورگاتو در نقش قاضی
- برت اپلینگ در نقش اوتول